# NGC 4685
NGC 4685 ist eine 12,7 mag helle Elliptische Galaxie vom Hubble-Typ E/S0 im Sternbild Haar der Berenike am Nordsternhimmel. Sie ist schätzungsweise 302 Millionen Lichtjahre von der Milchstraße entfernt und hat einen Durchmesser von etwa 180.000 Lichtjahren.
Im selben Himmelsareal befinden sich u. a. die Galaxien IC 3744, IC 3766, IC 3784, IC 3785.
Das Objekt wurde am 27. April 1785 von Wilhelm Herschel mit einem 18,7-Zoll-Spiegelteleskop entdeckt, der sie mit „vF, vS, resolvable“ beschrieb.